# Karolina z Ansbachu
Karolina z Ansbachu (německy Wilhelmina Charlotte Caroline von Brandenburg-Ansbach, 1. března 1683, Ansbach, Bavorsko – 20. listopadu 1737, Londýn, Velká Británie) byla rodem bavorská princezna a jako manželka britského krále Jiřího II. královna Velké Británie.
Princezna Karolina se narodila jako nejstarší ze tří dětí braniborsko-ansbašského markraběte Jana Fridricha z dynastie Hohenzollernů a jeho druhé manželky, princezny Eleonory Sasko-Eisenašské.
Ve třech letech (roku 1686) ztratila otce, ve třinácti (v roce 1696) i matku. Vyrostla ve skvělou ženu, inteligentní, vzdělanou a kultivovanou, což z ní učinilo jednu z nejžádanějších princezen evropských panovnických domů.

## Manželství a potomci

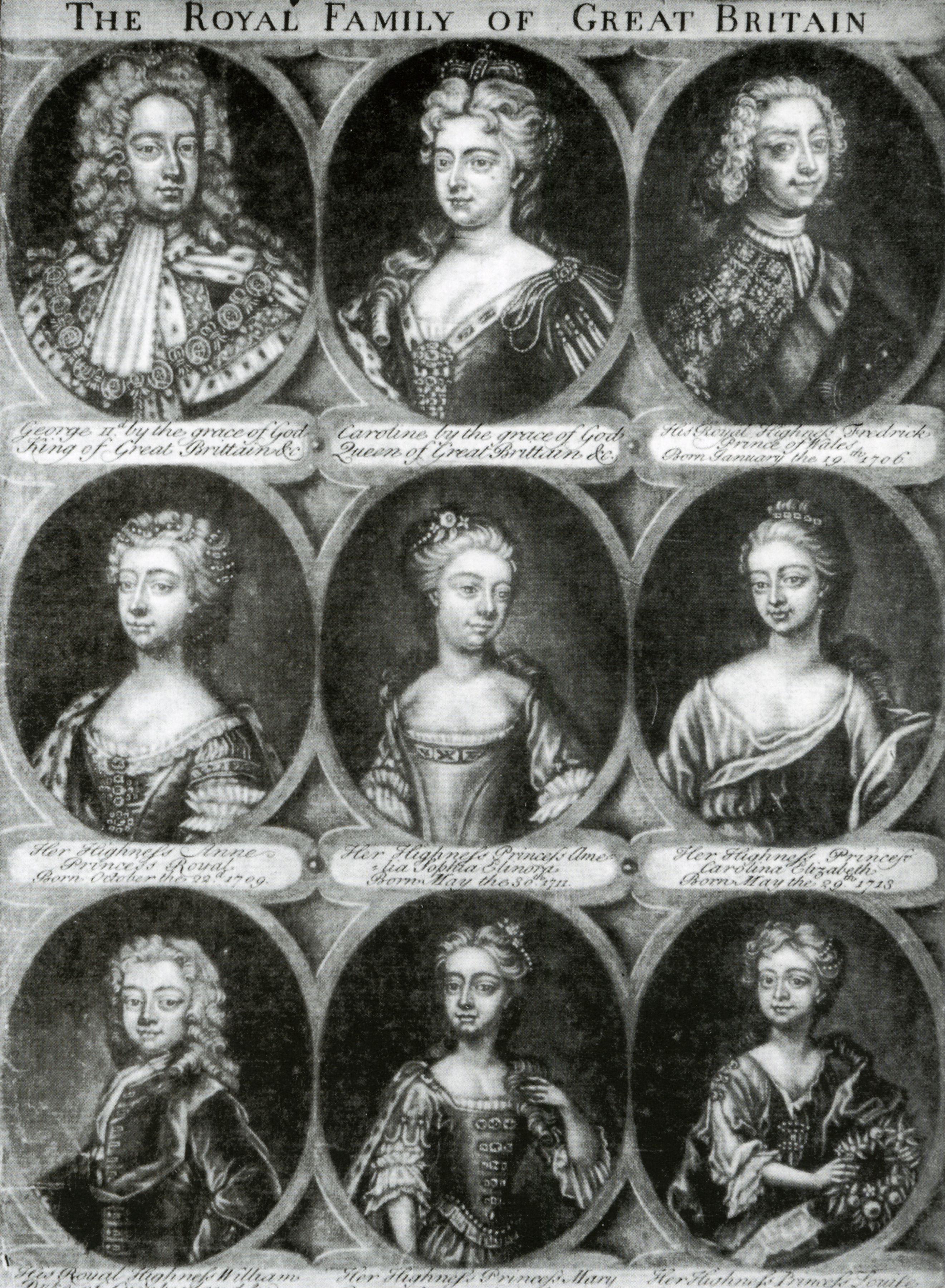
Jiří II. a Karolina z Ansbachu se svými dětmi

Když však měla příležitost stát se španělskou královnou, odmítla, neboť se nechtěla vzdát své protestantské víry. O něco později poznala hannoverského prince Jiřího Augusta, pozdějšího britského krále Jiřího II., za něhož se 22. srpna roku 1705 na zámku Herrenhausen v Hannoveru provdala. Z manželství vzešlo 9 potomků, jeden chlapec se však narodil mrtvý a další zemřel ve třech měsících věku.
- 1. Frederik Ludvík (1. 2. 1707 Hannover – 31. 3. 1751 Londýn), princ z Walesu, vévoda z Edinburghu[1]
⚭ 1736 Augusta Sasko-Gothajská (30. 11. 1719 Gotha – 8. 2. 1772 Londýn)[2]
- 2. Anna (2. 11. 1709 Hannover– 12. 1. 1759 Haag), Princess Royal[3]
⚭ 1734 Vilém IV. Oranžský 1. 9. 1711 Leeuwarden – 22. 10. 1751 Haag), kníže oranžsko-nasavský, nizozemský místodržitel od roku 1747 až do své smrti[4]
- 3. Amélie Žofie (10. 6. 1711 Hannover – 31. 10. 1786 Londýn), svobodná a bezdětná[5]
- 4. Karolina Alžběta (10. 6. 1713 Hannover – 28. 12. 1757 Londýn), svobodná a bezdětná[6]
- 5. August Jiří (*/† 1716)[7]
- 6. George William (13. 11. 1717 Londýn – 17. 2. 1718 tamtéž)[8]
- 7. Vilém August (26. 4. 1721 Londýn – 31. 10. 1765 tamtéž), vévoda z Cumberlandu, vrchní velitel britské armády v letech 1745–1757, svobodný a bezdětný[9]
- 8. Marie (5. 3. 1723 Londýn – 14. 1. 1772 Hanau)[10]
⚭ 1740 Fridrich II. Hesensko-Kasselský (14. 8. 1720 Kassel – 31. 10. 1785 tamtéž), lankrabě hesensko-kasselský od roku 1760 až do své smrti[11]
- 9. Luisa (7. 12. 1724 Londýn – 19. 12. 1751 Kodaň)[12]
⚭ 1743 Frederik V. (31. 3. 1723 Kodaň – 13. 1. 1766 tamtéž), král dánský a norský od roku 1746 až do své smrti[13]

Když se v roce 1714 stal Karolinin tchán britským králem jako Jiří I., stal se její manžel Jiří August nejdříve vévodou cornwalským a posléze princem Waleským, Karolina se tedy stala princeznou waleskou. Manželé přesídlili do Anglie; zde se chovali dost provokativně, bez zábran hovořili o záležitostech sexu, čímž popouzeli britské politiky. Na rozdíl od svého otce se Jiří August sice naučil anglicky, mluvil však s mizerným německým přízvukem, pro což byl Brity vysmíván.
Protože byl Jiří I. již řadu let se svou manželkou Žofií Doroteou z Celle rozveden, neměl anglický dvůr královnu a Karolina se stala nejdůležitější ženou u dvora. Záhy vzniklo silné přátelství mezi ní a premiérem Robertem Walpolem a díky jejímu vlivu mohli oba manželé udržet svůj způsob života i poté, co se Jiří August se svým otcem ve zlém rozešel.
Výjimečná inteligence Karolinina brzy začala dráždit jejího manžela. Například v mládí vedla korespondenci s vědcem a filosofem Gottfriedem Leibnizem, intelektuálním velikánem na hannoverském dvoře. Přesto však jejich manželství bylo svým způsobem zdařilé a šťastné, přes řadu Jiřího milenek.

## Královna

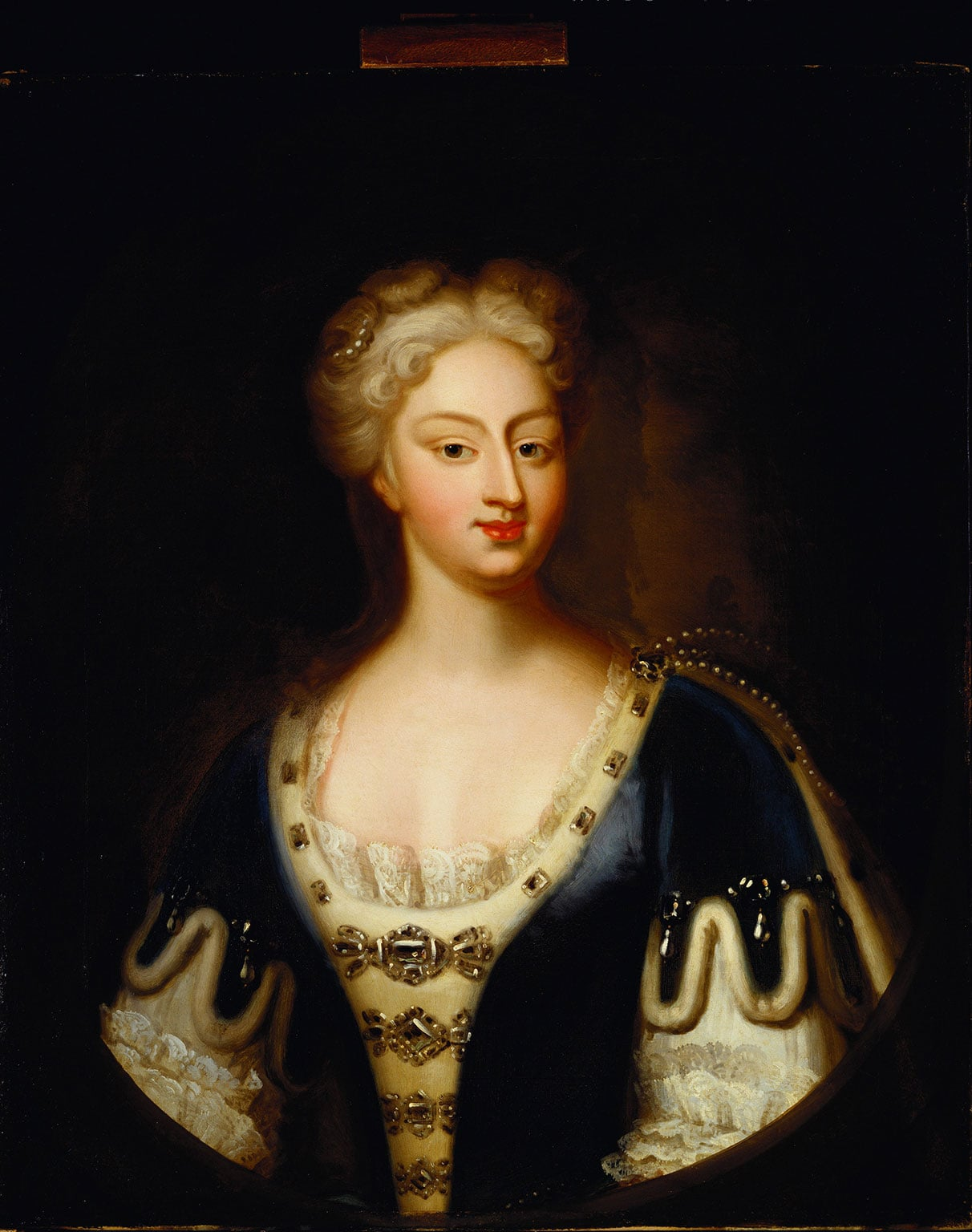
Královna Karolina z Ansbachu

Karolina se stala královnou po smrti svého tchána v roce 1727. Následující roky byly ve znamení bojů s jejich nejstarším synem Frederikem Ludvíkem, princem waleským, jehož zanechali v Německu, když přesídlili do Velké Británie a na nějž se přijeli podívat až v roce 1720, když byl již dospělý a získal mnoho špatných vlastností. Třenice mezi Frederikem a jeho rodiči, především matkou, byly setrvalé a projevovaly se různými způsoby. Princ waleský se stavěl do opozice k politice svého otce. Když se oženil, požádal parlament o zvýšení své renty, což mu otec zamítl. Třebaže mu manželku (Augusta Sasko-Gothajská) vybrala matka osobně, manželství se zdálo šťastným. Když měla Augusta v roce 1736 porodit, odvezl ji Frederik potají ze St James's Palace do Hampton Courtu, aby si byl jist, že jeho nenáviděná matka nebude porodu přítomna.
Podobné šarvátky Frederika s rodiči pokračovaly i po narození první Frederikovy dcery a v době po Karolinině smrti došlo k jeho úplnému odcizení s otcem.
Královna Karolina držela řadu důležitých pozic: byla jmenována „Strážcem království Velké Británie a místodržící Jeho veličenstva během nepřítomnosti krále“, což jí umožnilo být regentkou, když její manžel dlel na svých cestách do Hannoveru.

## Smrt
Zemřela v St James's Palace 20. listopadu roku 1737, ve svých 54 letech. Pochována byla ve Westminsterském opatství.
Její manžel nechal vyrobit pár rakví, které měly jednu ze stran odstranitelnou, aby mohli ležet vedle sebe, až ji bude následovat na onen svět; k tomu došlo 23 roky po smrti Karolinině.
U příležitosti královniny smrti zkomponoval Georg Friedrich Händel slavnostní hymnus – pohřební žalm The ways of Zion do mourn, který byl proveden 17. prosince roku 1737 v kapli Jindřicha VII. ve Westminsterském opatství.

## Vývod z předků
|                       |                                     |  |                        |                                        |  |  |  |  |  |  |  | Jan Jiří Braniborský |
|                       |                                     |  |                        |                                        |  |  |  |  |  |  |  |                      |
|                       | Jáchym Ernest Braniborsko-Ansbašský |  |                        |                                        |  |  |  |  |  |  |  |                      |
|                       |                                     |  |                        |                                        |  |  |  |  |  |  |  |                      |
|                       |                                     |  |                        | Alžběta Anhaltsko-Zerbstská            |  |  |  |  |  |  |  |                      |
|                       |                                     |  |                        |                                        |  |  |  |  |  |  |  |                      |
|                       | Albrecht II. Braniborsko-Ansbašský  |  |                        |                                        |  |  |  |  |  |  |  |                      |
|                       |                                     |  |                        |                                        |  |  |  |  |  |  |  |                      |
|                       |                                     |  |                        | Jan Jiří ze Solms-Laubachu             |  |  |  |  |  |  |  |                      |
|                       |                                     |  |                        |                                        |  |  |  |  |  |  |  |                      |
|                       | Žofie ze Solms-Laubachu             |  |                        |                                        |  |  |  |  |  |  |  |                      |
|                       |                                     |  |                        |                                        |  |  |  |  |  |  |  |                      |
|                       |                                     |  |                        | Markéta ze Schönburg-Glauchau          |  |  |  |  |  |  |  |                      |
|                       |                                     |  |                        |                                        |  |  |  |  |  |  |  |                      |
|                       | Jan Fridrich Braniborsko-Ansbašský  |  |                        |                                        |  |  |  |  |  |  |  |                      |
|                       |                                     |  |                        |                                        |  |  |  |  |  |  |  |                      |
|                       |                                     |  |                        | Ludvík Eberhard Oettingen-Oettingen    |  |  |  |  |  |  |  |                      |
|                       |                                     |  |                        |                                        |  |  |  |  |  |  |  |                      |
|                       | Jáchym Ernest Oettingen-Oettingen   |  |                        |                                        |  |  |  |  |  |  |  |                      |
|                       |                                     |  |                        |                                        |  |  |  |  |  |  |  |                      |
|                       |                                     |  |                        | Markéta Erbašská                       |  |  |  |  |  |  |  |                      |
|                       |                                     |  |                        |                                        |  |  |  |  |  |  |  |                      |
|                       | Žofie Markéta Oettingen-Oettingen   |  |                        |                                        |  |  |  |  |  |  |  |                      |
|                       |                                     |  |                        |                                        |  |  |  |  |  |  |  |                      |
|                       |                                     |  |                        | Jindřich Vilém I. ze Solms-Sonnenwalde |  |  |  |  |  |  |  |                      |
|                       |                                     |  |                        |                                        |  |  |  |  |  |  |  |                      |
|                       | Anna Sibylla ze Solms-Sonnenwalde   |  |                        |                                        |  |  |  |  |  |  |  |                      |
|                       |                                     |  |                        |                                        |  |  |  |  |  |  |  |                      |
|                       |                                     |  |                        | Žofie Dorota z Mansfeld-Arnsteinu      |  |  |  |  |  |  |  |                      |
|                       |                                     |  |                        |                                        |  |  |  |  |  |  |  |                      |
| 'Karolina z Ansbachu' |                                     |  |                        |                                        |  |  |  |  |  |  |  |                      |
|                       |                                     |  |                        |                                        |  |  |  |  |  |  |  |                      |
|                       |                                     |  | Jan II. Sasko-Výmarský |                                        |  |  |  |  |  |  |  |                      |
|                       |                                     |  |                        |                                        |  |  |  |  |  |  |  |                      |
|                       | Vilém Sasko-Výmarský                |  |                        |                                        |  |  |  |  |  |  |  |                      |
|                       |                                     |  |                        |                                        |  |  |  |  |  |  |  |                      |
|                       |                                     |  |                        | Dorotea Marie Anhaltská                |  |  |  |  |  |  |  |                      |
|                       |                                     |  |                        |                                        |  |  |  |  |  |  |  |                      |
|                       | Jan Jiří I. Sasko-Eisenašský        |  |                        |                                        |  |  |  |  |  |  |  |                      |
|                       |                                     |  |                        |                                        |  |  |  |  |  |  |  |                      |
|                       |                                     |  |                        | Jan Jiří I. Anhaltsko-Desavský         |  |  |  |  |  |  |  |                      |
|                       |                                     |  |                        |                                        |  |  |  |  |  |  |  |                      |
|                       | Eleonora Dorotea Anhaltsko-Desavská |  |                        |                                        |  |  |  |  |  |  |  |                      |
|                       |                                     |  |                        |                                        |  |  |  |  |  |  |  |                      |
|                       |                                     |  |                        | Dorotea Falcko-Simmernská              |  |  |  |  |  |  |  |                      |
|                       |                                     |  |                        |                                        |  |  |  |  |  |  |  |                      |
|                       | Eleonora Sasko-Eisenašská           |  |                        |                                        |  |  |  |  |  |  |  |                      |
|                       |                                     |  |                        |                                        |  |  |  |  |  |  |  |                      |
|                       |                                     |  |                        | Vilém III. ze Sayn-Wittgensteinu       |  |  |  |  |  |  |  |                      |
|                       |                                     |  |                        |                                        |  |  |  |  |  |  |  |                      |
|                       | Ernest ze Sayn-Wittgensteinu        |  |                        |                                        |  |  |  |  |  |  |  |                      |
|                       |                                     |  |                        |                                        |  |  |  |  |  |  |  |                      |
|                       |                                     |  |                        | Anna Alžběta ze Sayn-Sayner            |  |  |  |  |  |  |  |                      |
|                       |                                     |  |                        |                                        |  |  |  |  |  |  |  |                      |
|                       | Johannetta ze Sayn-Wittgensteinu    |  |                        |                                        |  |  |  |  |  |  |  |                      |
|                       |                                     |  |                        |                                        |  |  |  |  |  |  |  |                      |
|                       |                                     |  |                        | Jiří III. z Erbach-Breubergu           |  |  |  |  |  |  |  |                      |
|                       |                                     |  |                        |                                        |  |  |  |  |  |  |  |                      |
|                       | Lujza Juliana Erbašská              |  |                        |                                        |  |  |  |  |  |  |  |                      |
|                       |                                     |  |                        |                                        |  |  |  |  |  |  |  |                      |
|                       |                                     |  |                        | Maria von Barby-Mühlingen              |  |  |  |  |  |  |  |                      |
|                       |                                     |  |                        |                                        |  |  |  |  |  |  |  |                      |